# Nancy Kamin
Nancy Kamin (nacida en 1951 en Buffalo, Nueva York) es una artista plástica enfocada en el arte expresionista abstracto. Como sus contemporáneos, (José Lazcarro, Michael Della Valle, y José Villalobos), afiliados a la Universidad de Las Américas (UDLA), donde Nancy Kamin también dio cátedra, forma parte fundamental de la Plástica Contemporánea Poblana.

## Biografía
Nació en Buffalo, Nueva York. Sus estudios formales se llevaron a cabo en Case Western Reserve University, el Instituto de Arte de Cleveland en Ohio y en la Academia de San Carlos, Facultad de Artes y Diseño de la Universidad Nacional Autónoma de México. Vivió y sigue teniendo un estudio en Santa María Tonantzintla, Puebla donde se inspiró del México Rural, y el patrimonio virreinal arquitectónico barroco, añadiéndolo a su filosofía y dirección artística. Nancy Kamin ha exhibido en exposiciones individuales, colectivas, y ambas con jurado (P. ej ‘El paisaje Veracruzano”, jurado por la crítica de arte Raquel Tibol), en México y los Estados Unidos, recibiendo premios por sus pinturas y esculturas. Su trabajo se encuentra en colecciones privadas (P.ej la colección de arte Moderno Mexicano de Nicholas Ingram) y ha sido prestada a sitios públicos en Norteamérica. Actualmente, Nancy Kamin reside entre Santa Mónica, CA, México, y Miami, FL. 

## Arte Abstracto en México
La presencia del arte abstracto en México no se consolidó como una corriente sostenida y aglutinada, hasta la década de los 60. Este movimiento de abstracción forma parte del movimiento nombrado ‘La Ruptura’ a finales de los 80. La ruptura es contra muralistas, dogmáticos, y nacionalistas. No es un estilo particular, pero un interés alejado de asuntos sociales en favor de una expresión personal. En 1974 Nancy Kamin se muda a México y estudia en la Academia de San Carlos, Facultad de Artes y Diseño de la Universidad Nacional Autónoma de México (UNAM). Ahí encuentra la obra artística de la Ruptura, pintores del mismo pensamiento que ella, en búsqueda de sus propias voces y nuevas ideas para explorar a través del arte, artistas como Lilia Carillo, Manuel Felguerez, Vlady, Toledo, Luis López Losa, Wolfang Paalen, Sjolander. 
En 1981, Nancy Kamin se muda a Puebla y ayuda a consolidar el movimiento de La Ruptura Poblana, llegando a representarlo internacionalmente a finales de los 80. 

## Nancy Kamin y el inicio de La Ruptura en Puebla
Cuando Nancy Kamin llega a Puebla, se acerca a un taller de grabado que, como parte de la disidencia, a finales de la década de 1970 y principios de los años 80, maestros y exalumnos de la Academia de San Carlos (UNAM) crearon con el apoyo de la Benemérita Universidad Autónoma de Puebla (BUAP). Ahí, Nancy Kamín, junto con su colega y amigo Sando Berger, otro “pilar maestro del discurso abstracto”, conoce a Michael Dalla Valle, José Luis Hernández, Guillermo Sienra y José Villalobos, y juntos deciden formar un grupo, una colectiva, para exponer su trabajo. “Entre 1988 y 1989 los pintores [de este grupo] colaboraron para una de las primeras exposiciones colectivas […] la exposición “6 pintores”, que indiscutiblemente sería el antecedente de la internacionalización de la expresión pictórica poblana contemporánea y al mismo tiempo representó [una] ruptura con los sistemas establecidos de exhibición y con las características formales de la obra de arte en Puebla. Esta se llevó a cabo en la Galería de El Puente del City Hall, en Los Ángeles California, auspiciada por Tom Bradley y con el apoyo de instituciones como el Instituto Nacional de Bellas Artes (INBA), Secretaría de Educación Pública (SEP), etc.”

## Análisis estilístico de la obra de Nancy Kamin
Su objetivo es capturar la esencia del mundo sensual que la rodea y crear una expresión personal contemporánea en lugar de simplemente imitar la naturaleza. Cuando vivió en Tonanzintla (1984-1985,1986-1990 y 2001-2011), municipio de San Andrés Cholula, en el estado de Puebla, se mantenía en un mundo que la inspiró, con vistas del Popocatépetl, el Ixtaccihuatl y la Malinche en el horizonte. Durante la primavera y el verano, los verdes presentan una variedad infinita de texturas y tonalidades, junto con los colores de las flores silvestres y cultivadas que cambian a lo largo del día. En otoño, las nubes blancas, grises y azules se mueven constantemente, expandiendo nuestra vista hacia el infinito. En invierno, la lucha de las plantas por sobrevivir al clima se refleja en los tenues amarillos y cafés de la tierra, contrastando con un cielo azul más intenso. Su obra responde a su entorno, reflejando los colores, formas, texturas y líneas que lo caracterizan. En la conferencia que dio la artista en la Universidad Autónoma de Tlaxcala, justo después de la publicación citada previamente, la artista también mencionó la influencia del estilo barroco arquitectónico de las iglesias en la zona en su arte.

## Historia como artista
En sus primeras obras de arte, se inspiraba en la figura, los paisajes y los objetos de su entorno para expresarse. Necesitaba estudiar el mundo visual y comprenderlo para tener elementos reales que pudieran formar su repertorio. En este sentido, Cézanne fue su maestro, y el espacio era tan importante para ella como los objetos que pintaba. Su objetivo era capturar la contradicción de traducir los objetos y el espacio de un mundo tridimensional al mundo bidimensional de la tela de un cuadro. A menudo, en el proceso de tratar de pintar el aire que rodeaba a los objetos, perdía la importancia de definir los objetos en sí. Inspirándose en las obras de Matisse y Karel Appel, se perdía en los colores, movimientos, líneas, formas y texturas de sus pinturas.  Se enamoraba del óleo y experimentaba con la mezcla de colores, buscando los límites de su rango cromático. Aprendía a jugar con la posición de los colores unos al lado de otros para crear efectos diferentes. Se esforzaba por hacer que los colores fueran intensos y vibrantes sin llegar a ser chillantes, y armonizarlos para que se mantuvieran en equilibrio sin perder su fuerza. Experimentaba con texturas que añadía a la tela y a veces, hacía que un área texturizada fuera el fondo mientras que un área plana quedaba al frente. Descubrió que todas las reglas que aprendía sobre abstracción eran contextuales y no universales, y que, como artista, debía crear sus propias reglas mientras su visión del mundo evolucionaba para presentarla a los demás. Era responsabilidad del espectador responder a estas reglas si quería compartir con su visión artística.

## Filosofía de la artista
El artista desarrolla su filosofía a través del trabajo y las experiencias para tener una perspectiva desde la cual observar el mundo y expresar su filosofía. La tradición filosófica occidental asume que hay una realidad objetiva única que es la base de la experiencia y que sólo lo que puede medirse, como tamaño, forma y peso, es verdadero. Las cualidades subjetivas como el sonido, el sabor y el color son consideradas ilusorias. En nuestra sociedad se valora la certeza y lo predecible. Las experiencias subjetivas son vistas como secundarias y sólo el resultado del examen de un mundo basado en hechos científicos cuantificables. Esto, en realidad, es una inversión de la realidad, y nuestras mentes aisladas y abstraídas tratan de dominar una realidad orgánica en lugar de responder a ella. El arte del autor intenta ser fiel al mundo sensual, sin tratar de explicarlo, sino de ser parte de la vida misma y de animar los sentidos. Busca liberarse de restricciones antiguas para ver y experimentar el mundo en su obra de arte.

## Exposiciones individuales
- 2011: “Fuera del Marco”, Galería de la facultad de Filosofía y Letras, La Universidad Autónoma de Tlaxcala, Tlaxcala, México.
- 2010: “Fuera del Marco”, Museo Mexicano de Arte Moderno y Contemporáneo (MMAMyC), Curada por Arte Sepia, Tenango del Aire, México.
- 2006: Galería de la Universidad del Valle de México, Puebla, México.
- 2003: Master’s Gallery, San Jose State University, San José, California, E.U.
- 2000: Open Studios, San José, California, E.U.
- 1991: Los Gatos Town Hall (curado por Ingles Art) Los Gatos, California.
- 1987: Galería del Instituto de Artes Visuales del Estado de Puebla, Puebla, México.
- 1987: Galería del Instituto Tecnológico de Puebla, Puebla, México.
- 1986: Galería José María Velasco, Bellas Ares, México, D.F.
- 1984: Museo de la Ciudad de México, México, D.F.
- 1983: Escuela de Diseño, Bellas Artes, México, D.F.
- 1982: Pinacoteca Universitaria, Universidad Autónoma de Puebla, Puebla, México.

## Exposiciones colectivas
- 2015: Hale Arts Space, Santa Mónica, Ca, E.U.
- 2011: “Materia y Espíritu”, Galerías del Palacio, Gobierno Municipal de Puebla, Puebla, México.
- 2007: “Arte Contemporáneo en Angelópolis”, Benemérita Universidad de Puebla, Puebla, México.
- 2005: “Arte Contemporáneo” Galerías del Palacio Municipal, Gobierno Municipal de Puebla, Puebla, México.
- 2005: “XXIX Premio Nacional de Cerámica”, Tlaquepaque, Jalisco.
- 1997: “Benefit Art Auction”, San Jose Institute of Contemporary Art, San José, California, E.U.
- 1996: “Valentine’s Day Exhibit”, San Jose Institute of Contemporary Art, San José, California, E.U.
- 1992: “Work in Clay”, Gavilan College Gallery, Gilroy, California, E.U.
- 1990: “Cinco Pintores”, The Bridge Gallery, City Hall, Los Ángeles, California, E.U.
- 1988: “Seis Pintores”, Museo Universitario, Universidad Autónoma de Puebla, Puebla, México.
- 1987: “Arte Contemporáneo de Puebla”, Galería José Guadalupe Posada, Bellas Artes, México, D.F.

## Exposiciones por jurado
- 1999: “Feats of Clay XII”, Lincoln Center for the Arts, Lincoln California, E.U.
- 1998: “Annual De Anza College Exhibit”, De Anza College, Cupertino, California, E.U.
- 1995: “Avenue of the Arts Sculpture”, San Mateo Arts Council, Belmont, California.
- 1995: “Cartel Blanche”, City of Brea Gallery, Brea, California.
- 1994: “Open Juried Show”, The Tait Avenue Museum and Gallery, Los Gatos, California, E.U.
- 1992: “New Painting and Sculpture by Northern California Artist”, Gilory, CA, E.U.
- 1992: “Women: Self Image”, Gallery Arkade, Oakland, California, E.U.
- 1991: “Drawing from Life”, Jupiter Gallery, Napa, California, E.U.
- 1991: “Yuba College Foundation Annual Exhibit”, Yuba Sutter Regional Arts Council, Yuba, E.U.
- 1986: “Competitive Painting Exhibit”, Attleboro Museum of Art, Attleboro, Massachusetts, E.U.
- 1986: “Annual Independent Artists Exhibit”, Whistler House Museum, Lowell, Massachusetts, E.U.
- 1986: “Fifth National Juried Show”, Green Art Gallery, Guilford, Connecticut, E.U.

## Premios
- 1999: “Donor Award”, “Feats of Clay XII”, Lincoln, Ca, E.U.
- 1998: “Clay Marker Award”, De Anza College, Cupertino, Ca, E.U.
- 1994: “Special Recognition”, Newport Beach Fall Open 94, Bay Street Gallery, Balboa Island, Ca, E.U.
- 1986: “Prize for Color”, Attleboro Museum of Art, Attleboro, Massachusetts, E.U.
- 1986: “Honorable Mention in Sculpture”, Whistler House Museum, Lowell, Massachusetts, E.U.